# Wachtbude (Kreis Heiligenbeil)
Wachtbude war ein kleiner Ort im Kreis Heiligenbeil in Ostpreußen. Seine Ortsstelle befindet sich heute in der Landgemeinde Braniewo (Braunsberg) im Powiat Braniewski (Kreis Braunsberg) in der polnischen Woiwodschaft Ermland-Masuren.

## Geographische Lage
Die Ortsstelle Wachtbudes liegt am Ufer des Frischen Haffs (polnisch Zalew Wiślany) im äußersten Nordwesten der Woiwodschaft Ermland-Masuren. Die frühere Kreisstadt Heiligenbeil (heute russisch Mamonowo) liegt neun Kilometer entfernt in nordöstlicher Richtung.

## Geschichte
Bei Wachtbude handelte es sich um eine bis 1945 bestehende und zum Staatsforst Födersdorf (polnisch Piórkowo) gehörenden Försterei. 1874 wurde Wachtbude Teil des neu errichteten Amtsbezirks Carben (ab 1931: „Karben“, heute russisch Prigorkino) im ostpreußischen Kreis Heiligenbeil im Regierungsbezirk Königsberg.
Am 11. Februar 1884 wurde Wachtbude nach Alt Passarge (polnisch Stara Pasłęka) in den Amtsbezirk Rossen (polnisch Rusy) umgegliedert. Sechs Einwohner zählte die Försterei als Wohnplatz von Alt Passarge im Jahre 1905.
In Kriegsfolge kam Wachtbude 1945 mit dem gesamten südlichen Ostpreußen zu Polen. Der kleine Ort, für den kein polnischer Name bekannt ist, wurde wohl bald aufgegeben, vielleicht ist er auch in Stara Pasłęka aufgegangen. Seine Ortsstelle liegt heute im Gebiet der Gmina Braniewo im Powiat Braniewski der polnischen Woiwodschaft Ermland-Masuren.

## Religion
Die Försterei Wachtbude war bis 1945 in das Kirchspiel der evangelischen Kirche Grunau (polnisch Gronowo) in der Kirchenprovinz Ostpreußen der Kirche der Altpreußischen Union eingepfarrt.

## Verkehr
Die kaum noch erkennbare Ortsstelle von Wachtbude ist über eine Landwegverbindung von Stara Pasłęka (Alt Passarge) aus zu erreichen. Bis 1945 waren Heiligenbeil bzw. Braunsberg die nächsten Bahnstationen. Sie lagen an der Bahnstrecke Berlin–Königsberg der Preußischen Ostbahn.